# Mystical Flowers
『Mystical Flowers』（ミスティカル・フラワーズ）は、日本の歌手・黒崎真音が2015年11月25日にNBCユニバーサル・エンターテイメントジャパンから発売した4枚目のオリジナルアルバム。

## 内容
前作『REINCARNATION』から約1年4ヶ月ぶりのアルバム。
今作のタイトルは、5年間のアーティスト活動を通じて知り合った音楽や作品、人々などの出逢いを表現している。
初回限定盤と通常盤の2形態で発売され、初回限定盤は特製スリーブとデジパック仕様で、2015年1月11日に赤坂BLITZにて行われた『MAON KUROSAKI LIVE TOUR 2014〜2015 “WINGS OF EDEN -GARNET‼︎-”』のライブ映像、同年2月28日にオリックス劇場にて開催された『ANIMAX MUSIX 2015 OSAKA』から「Magic∞world」「X-encounter」のライブ映像が収録されたBlu-rayと、32ページからなるフォトブックが同梱された。さらに初回限定盤と通常盤の初回生産分には、コンサートツアー『黒崎真音 LIVE TOUR 2016 ”Mystical Flowers”』の先行販売応募券が封入された。

## 収録曲
1. LIMIT BREAK [4:37]
作詞：黒崎真音
作曲・編曲：R・O・N
2. 刹那の果実 [4:11]
作詞：桑島由一
作曲・編曲：藤間仁
8thシングルの表題曲。
3. The Nightmare Rock’n’Roll Show [3:56]
作詞：黒崎真音、akane
作曲・編曲：y0c1e
4. Red Alert Carpet [4:44]
作詞：黒崎真音、y0c1e
作曲・編曲：y0c1e
8thシングルのカップリング曲。
5. Scanning resolution [4:10]
作詞・作曲：渡辺翔
編曲：中山真斗
7thシングルのカップリング曲。
6. Candy☆Evolution [4:00]
作詞：黒崎真音
作曲・編曲：R・O・N
7. ハーモナイズ・クローバー [5:28]
作詞：黒崎真音
作曲：黒須克彦
編曲：黒須克彦、長田直之
9thシングルの両A面の1曲目。
8. 楽園の翼 [3:47]
作詞：桑島由一
作曲・編曲：藤間仁
7thシングルの表題曲。
9. “lily” [4:45]
作詞：黒崎真音
作曲・編曲：デワヨシアキ
10. 種 [5:56]
作詞・作曲：黒崎真音
編曲：永山ひろなお
今作のリード曲。黒崎が初めて作曲も担当した楽曲。
11. 千ノ焔 [3:46]
作詞：黒崎真音
作曲・編曲：fu_mou
Rayとのスプリットシングルの1曲目。
12. BRIGHT FUTURE [4:27]
作詞：黒崎真音
作曲・編曲：齋藤真也
13. X-encounter (y0c1e REMIX) [5:40]
作詞：黒崎真音
作曲・編曲：高瀬一矢
リミックス：yOc1e
6thシングルのリミックスバージョン。
14. アフターグロウ [4:24]
作詞：黒崎真音
作曲・編曲：fu_mou
9thシングルの両A面の2曲目。
15. singing forever [6:44]
作詞：黒崎真音、akane
作曲・編曲：fu_mou
ギターアレンジ：a2c
ストリングスアレンジ：TAM

## 参加ミュージシャン
- 黒崎真音：Vocal (全曲)

Additional Musician
- R・O・N：All Instruments (#1,6)
- 藤間仁：All Other Instruments & Programming (#2,8)
- 出羽良彰：Other Instruments & Programming (#9)
- y0c1e：All Instruments (#3,4)、Other Programming (#13)
- fu_mou：All Instruments (#11,14)、Other Instruments (#15)
- 永山ひろなお：Other Instruments (#10)
- 山本陽介：Guitar (#2,7)
- 堤博明：Guitar (#5)
- 遠山哲朗：Guitar (#8)
- 嘉生大樹：Guitar (#12)
- DJ Genki：Guitar (#13)
- a2c：Guitar (#15)
- 斎藤真也：Keyboards & Programming (#12)
- 中山真斗：Bass & All Other Instruments (#5)
- 黒須克彦：Bass (#7,12)、Other Instruments (#7)
- 須長和広：Bass (#8)
- 室屋光一郎：Violins (#2)、Solo Violin (#8)
- 室屋光一郎ストリングス：Strings (#5,8,9)
- TAM：Strings (#10,15)

## タイアップ
- 独立放送局アニメ『グリザイアの楽園』オープニングテーマ (#2)
- Android/iOS専用携帯電話ゲーム『メイデンクラフト』オープニングテーマ (#5)
- 独立放送局アニメ『がっこうぐらし!』前期エンディングテーマ (#7)
- 独立放送局アニメ『グリザイアの果実』オープニングテーマ (#8)
- PlayStation Portable専用ゲームソフト『十鬼の絆 花結綴り』オープニングテーマ (#11)
- 独立放送局アニメ『がっこうぐらし!』前期エンディングテーマ (#14)